# الرومانية الكاثوليكية في بيرو

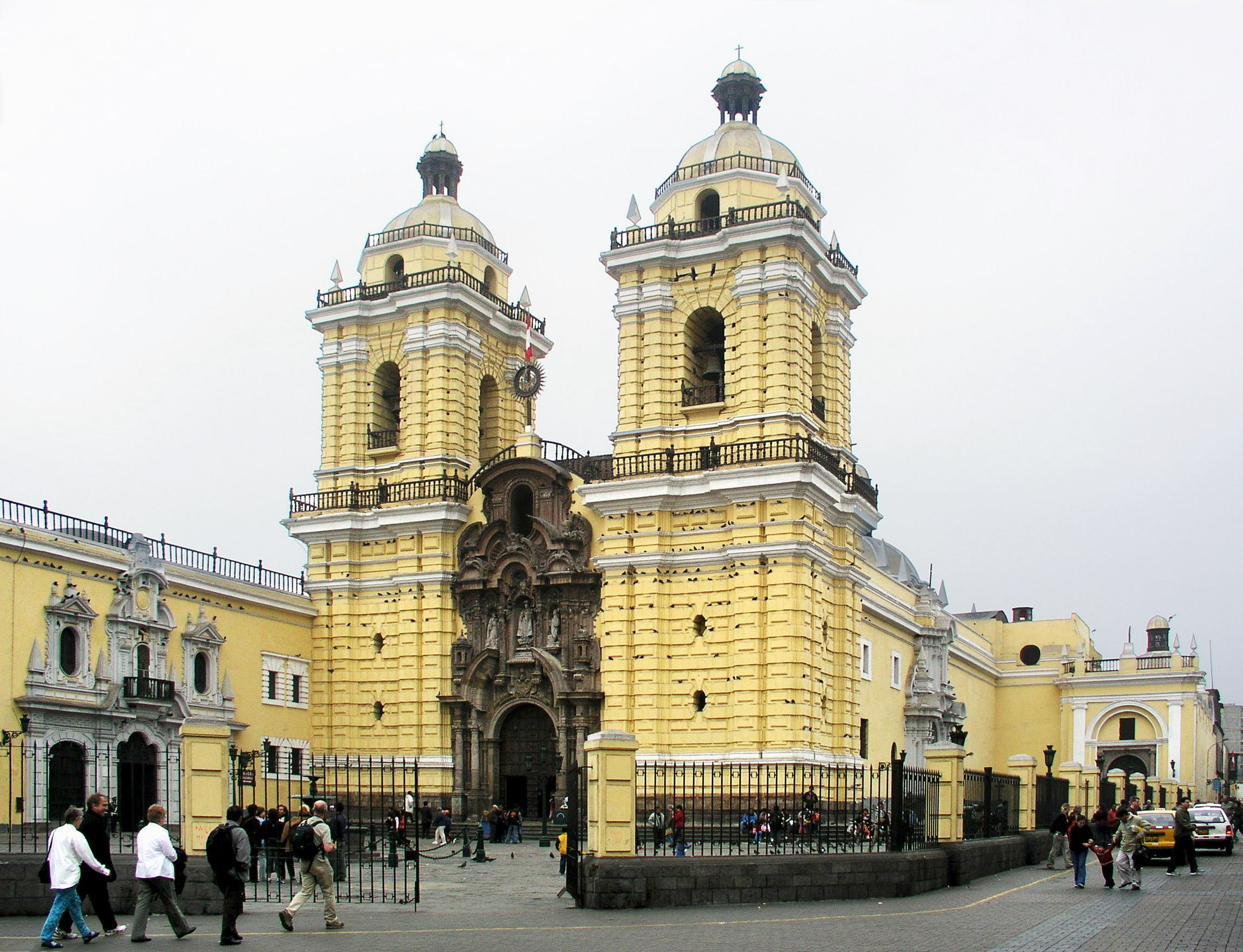
دير القديس فرنسيس في مدينة ليما.

الكنيسة الكاثوليكية البيروفيَّة هي جزء من الكنيسة الكاثوليكية العالمية في ظل القيادة الروحية للبابا في روما والمؤتمر الأسقفي البيروفي، يعتنق أغلب البيروفيين المسيحية ديناً على المذهب الروماني الكاثوليكي، الذي يعدّ أكبر مذهب في البلاد، حيث وفقًا للتعداد السكاني من عام 2007 يعتبر حوالي 81.3% من البيروفيين أنفسهم كاثوليك. في القرن السادس عشر كانت تنتشر عبادة الشمس وعناصر الطبيعة ولكن بعد الغزو الأسباني لبيرو أصبح معظم السكان يتبعون مذهب الكنيسة الرومانية الكاثوليكية. ويتوزع كاثوليك البلاد على سبعة أسقفيات وتسعة عشرة أبرشيَّة إلى جانب نيابة رسوليَّة. وفقًا للتقاليد المسيحية يعتبر كل من روزا من ليما ومارتن من بوريس رعاة بيرو، ولدى غالبية البلدات والمدن والقرى لديها كنيستها الرسمية الخاصة وقديسها الشفيع.
ويعود تاريخ الكنيسة الرومانية الكاثوليكية في بيرو إلى الحقبة الإستعماريَّة الإسبانيَّة واستمرت كأهم مؤسسة في فنزويلا في القرن الحادي والعشرين. وتعد الكاثوليكية هي واحدة من الموروثات الرئيسيَّة للحقبة الإستعماريَّة الإسبانية، إلى جانب الإسبانية كلغة الأمة. يمزج الكثير من الذين ينتمون إلى أصول هندية أو مستيزو الشعائر الكاثوليكية مع العقائد الروحية لثقافاتهم التقليدية. مما أدّى إلى نشأة ثقافة كاثوليكية مميزة خاصًة في البيرو حيث دمجت والشعوب الأصلية في البلاد تقاليدهم الدينية مع الكاثوليكية، ويبرز ذلك في طريقة وتقاليد الاحتفالات الكاثوليكية مثل عيد القربان وأسبوع الآلام وعيد الميلاد والتي تمتزج في بعض الأحيان تمتزج مع التقاليد المحليَّة.